# Nactus aktites
Nactus aktites — вид геконоподібних ящірок родини геконових (Gekkonidae). Ендемік Папуа Нової Гвінеї. Описаний у 2020 році.

## Поширення і екологія
Nactus aktites мешкають на північному сході Нової Гвінеї, від Вевака в провінції Східний Сепік до Маданга в провінції Маданг.